# Життєздатність екосистеми
Життєздатність екосистеми — ступінь здатності  екосистеми зберігатися або  адаптуватися до мінливих умов середовища без деградації утворюючих її компонентів.